# Distretto di Menashi
Il distretto di Menashi (目梨郡?) è uno dei distretti della Sottoprefettura di Nemuro, Hokkaidō, in Giappone.
Attualmente comprende il solo comune di Rausu.